# فيزياء طبية

الفيزياء الطبية هي أحد تخصصات الفيزياء التطبيقية في المجالات الطبية، وخصوصا في تشخيص وعلاج الامراض.

## تاريخ الفيزياء الطبية
ربما يكون ليوناردو دا فينشي (بالإنجليزية: Leonardo da Vinci)‏، منذ خمس قرون مضت، أول فيزيائي طبي. فمن غير شك نحن الآن مهتمين بميكانيكية حركة جسم الإنسان. والتطور التدريجي في الأدوات الفيزيائية أضاف الكثير إلى العلوم الطبية والأحيائية. مثال ذلك المجهر والذي طوره المخترع الهولندي انطون فان ليوين هوك (بالإنجليزية: Anton van Leeuwenhoek)‏ خلال القرن السابع عشر. أما التطوير الحاصل في الكهرومغناطيسية في القرن التاسع عشر فقد ساعد الفيزيائيين على أن يسهموا في العلاج الطبي والتشخيص.
يعتبر دو أرسونال (بالإنجليزية: D'Arsonval)‏، الفيزيائي الفرنسي، الرائد في استعمال التيار الكهربائي عالي التردد في العلاج. كما وجه الطريق نحو تطوير أجهزة القياس الكهربائية. ومنذ ذلك الحين فإن أجهزة قياس الفولت الحساسة أدت إلى تطوير أجهزة نخطيط كهربائية القلب والدماغ.
اكتشاف العالم الفيزيائي رونتجن (بالإنجليزية: Roentgen)‏ للأشعة السينية (بالإنجليزية: x-rays)‏ في عام 1895م، واكتشاف بيكريل (بالإنجليزية: Becquerel)‏ للنشاط الإشعاعي (بالإنجليزية: radioactivity)‏ الناتج عن بعض المواد في الطبيعة في عام 1896م أدى فورا إلى تطبيق استعمال الأشعة المؤينة لتشخيص وعلاج الأمراض. وكان ذلك هو السبب الرئيسي لدخول الفيزيائيين دنيا المستشفيات. في عام 1913م قام دوان (بالإنجليزية: Duane)‏ بالعمل على مصادر الرادون لعلاج السرطان في مستشفى بوسطن ولحقه فايلا (بالإنجليزية: Failla)‏ في عام 1915م. حاليا يتعدى عدد الفيزيائين الطبيين العاملين في مستشفيات أمريكا الـ4000 فيزيائي طبي.
أدى اختراع المصادر الإشعاعية لإيصال العلاج الإشعاعي داخل الأنسجة (بالإنجليزية: interstitial)‏ وداخل التجاويف (بالإنجليزية: intra-cavitary)‏، وأجهزة العلاج الإشعاعي الخارجي مثل جهاز فان دي قراف (بالإنجليزية: Van de Graaff generators)‏، البيتاترون (بالإنجليزية: betatrons)‏، وحدات كوبالت (بالإنجليزية: cobalt units)‏، المعالجات الخطية (بالإنجليزية: linear accelerators)‏، المايكروترون (بالإنجليزية: microtrons)‏، السايكلترون (بالإنجليزية: cyclotrons)‏، بالإضافة إلى تطبيقات النويدات المشعة الاصطناعية في التشخيص الطبي، وتطوير أجهزة الكشف مثل جهاز الجاما كاميرا (بالإنجليزية: Gamma Cameras)‏، والتصوير الطبقي بالبروتون المنبعث (بالإنجليزية: Positron Emission Tomography)‏ اختصارًا PET، والماسحات، وأيضا تطبيقات الأشعة المؤينة في التشخيض الطبي واختراع أجهزة التصوير مثل المشدد الصوري (بالإنجليزية: Image Intensifiers)‏، التصوير الطبقي (بالإنجليزية: Computerized Tomography - CT)‏، والأشعة الرقمية (بالإنجليزية: Digital Radiology)‏، وحديثا استعمال ظاهرة الرنين النووي المغناطيسي (بالإنجليزية: Nuclear Magnetic Resonance - NMR)‏ في التصوير والتحليل الطيفي - أدى ذلك كله إلى إنشاء دور بارز للفيزيائين الطبيين في فن العلاج. ولذلك يعتبر نمو إسهام الفيزياء الطبية نتيجة طبيعية لتطور العلوم الحديثة والتتقنية.

## فروع الفيزياء الطبية
تنقسم الفيزياء الطبية تبعا لتقسيم الجمعية الأمريكية للفيزياء الطبية إلى:
- فيزياء العلاج الإشعاعي Therapeutic Radiological Physics
- فيزياء الطب النووي Medical Nuclear Physics
- فيزياء الأشعة التشخيصية Diagnostic Radiological Physics
- فيزياء الرنين المغناطيسي Magnatic Resonance Physics
- الفيزياء الصحية Medical Health Physics

و يضاف إلى ذلك في بعض التقسيمات الأخرى:
- فيزياء أجهزة الليزر Laser Physics
- فيزياء الموجات فوق الصوتية Ultrasound Physics
- فيزياء الموجات الحرارية والعلاج الحراري Infrared and thermal therapy
- فيزياء الكهرباء الحيوية (مثل تخطيط كهربائية القلب والدماغ) Bioelectrical Physics

## نطاق عمل الفيزيائيين الطبيين
عادة يتضمن عمل الفيزيائيين الطبيين أربع نشاطات: الخدمة الإكلينيكية والاستشارات، البحث والتطوير، التدريس، والإدارة. ويعتمد انخراط الفيزيائي الطبي في كل أو بعض هذه النشاطات على مكان العمل وعلى خلفيته الدراسية واهتماماته الشخصية. فمثلا يكون أغلب نشاط الفيزيائي الطبي العامل بمستشفى غير تعليمي أو في عيادة في الخدمة الإكلينيكية، أما الفيزيائي الطبي العامل بمؤسسة أكاديمية فيكون أغلب نشاطاته موجهة نحو النشاطات الأكاديمية مثل التدريس والبحث العلمي.
الدراسة الأكاديمية وحدها لا تكفي لتكوين الفيزيائي الطبي، فهو يحتاج لخبرة عملية في التعامل مع المشاكل الطبية والأجهزة المختلفة في مجاله. ويمكن الحصول علي تلك الخبرة بالتدريب مواصلة مع الوظيفة أو يفضل عن طريق برنامج تدريب عملي in Germany Fachkunde zeit POzdrowienia z Polski منظم (برنامج زمالة) أو برنامج بعد الدكتوراة مكون من سنة أو سنتين في المستشفى بعد الحصول على درجة الماجستير أو الدكتوراة في الفيزياء الطبية.

## منظمات الفيزياء الطبية
- عالميا:

المنظمة الدولية للفيزياء الطبية: International Organization of Medical Physics - IOMP
والتي تأسست في عام 1963 وهي مؤسسة علمية تعليمية وتخصصية تجمع عضوية 75 دولة وأكثر من 16000 عضو.
- الولايات المتحدة الأمريكية:

الجمعية الأمريكية للفيزيائيين في الطب: American Association of Physicists in Medicine - AAPM
منظمة علمية، تعليمية، ومهنية مكونة من أكثر من 5000 فيزيائي طبي. هدفها الرقي بتطبيقات الفيزياء في الطب والأحياء وتشجيع الإقبال والتدريب في الفيزياء الطبية والمجالات المشابهة. وهي عضو في المعهد الأمريكي للفيزياء American Institute of Physics. المركز الرئيسي يقع في المركز الأمريكي للفيزياء في كوليج بارك بولاية ماريلاند الأمريكية ويعمل فيه 20 موظف وبميزانية سنوية أكثر من 5 ملايين دولار. من إصدارتها مجلة علمية (الفيزياء الطبية Medical Physics)، التقارير التقنية ومحاضر الندوات العلمية. وتقيم عادة مؤتمرا سنويًا في الفيزياء الطبية.
الكلية الأمريكية للفيزياء الطبية: American College of Medical Physics - ACMP
من إصداراتها مجلة علمية (مجلة الفيزياء الطبية التطبيقية الأكلينيكية - Journal of Applied Clinical Medical Physics) بالاشتراك مع المنظمة الدولية للفيزياء الطبية.
المجلس الأمريكي للفيزياء الطبية:American Board of Medical Physics - ABMP
تأسس عام 1987، يقوم المجلس باعتماد الفيزيائين الطببيين في المجالات الاشعاعية. ومنذ عام 2001م توقف المجلس عن اعتماد الفيزيائيين الطبيين في تخصصات الفيزياء الاشعاعية العلاجية Therapeutic Radiological Physics، الفيزياء التشخيصية Diagnostic Physics، وفيزياء الطب النووي Medical Nuclear Physics حيث انتقلت إلى المجلس الأمريكي للطب الإشعاعي ABR، ويقتصر الاعتماد الآن من هذا المجلس على اختصاصي التصوير بالرنين المغناطيسي Magnetic Resonance Imaging Physics والفيزياء الصحية Medical Health Physics.
المجلس الأمريكي للطب الإشعاعي: The American Board of Radiology - ABR
هدفه خدمة المواطنين والمهن الطبية عن طريق التصديق على أن الحأصلين على شهاداته قد حصلوا، وأظهروا، وحافظوا على المستوى المطلوب من العلم والمهارة لممارسة الطب الإشعاعي، العلاج الإشعاعي وفيزياء الأشعة. أيضا يقدم اختبارات اعتماد الفيزيائيين في تخصصات الفيزياء الاشعاعية العلاجية Therapeutic Radiological Physics، الفيزياء التشخيصية Diagnostic Physics، وفيزياء الطب النووي Medical Nuclear Physics.
- كندا:

المنظمة الكندية للفيزياء الطبية: Canadian Organization of Medical Physics - COMP
لديها ستة أهداف لتشجيع تطبيقات الفيزياء في الطب: 1) الرقي بالمعرفة العلمية. 2) تبادل الإصدارات العلمية والتقنية. 3) تعزيز فرص التعليم. 4) تطوير وحماية مقاييس المهنة من خلال لجنة الشؤون المهنية. 6) الرقي وتشجيع الاعتمادات والشهادات من الكلية الكندية للفيزيائين الطبيين. تقوم بإقامة مؤتمر سنوي في الفيزياء الطبية بكندا. ولديها مجلتين علميتين رسميتين (الفيزياء الطبية Medical Physics) و(الفيزياء في الطب والأحياء Physics in Medicine and Biology)بالتعاون مع جمعيات فيزيائية أخرى.
الكلية الكندية للفيزيائين في الطب: Canadian College of Physicists in Medicine - CCPM
هدفها خدمة المجتمع عن طريق تعيين ومنح شهادات للأشخاص الذي حصلوا، وأظهروا، وحافظوا على المقياس المطلوب من العلم والمهارة في الممارسات الإكلينيكية في الفيزياء الطبية. أيضا تقوم بتقديم احتبارات لاعتماد الفيزيائيين في تخصصات الفيزياء الاشعاعية العلاجية Therapeutic Radiological Physics، الفيزياء التشخيصية Diagnostic Physics، فيزياء الطب النووي Medical Nuclear Physics والتصوير بالرنين المغناطيسي Magnetic Resonance Imaging. كما تقوم باعتماد الفيزيائين في تصوير الثدي الإشعاعي Mammography.
- أوروبا:

الاتحاد الفيدرالي الأوربي لمنظمات الفيزياء الطبية: European Federation of Organisations in Medical Physics - EFOMP
تأسس عام 1980م. ويغطي 35 منظمة وطنية تمثل أكثر من 5000 فزيائي ومهندس في مجال الفيزياء الطبية. أهدافها تتضمن: تشجيع و
تنسيق نشاطات المنظمات الوطنية والتعاول بينها وبين المنظمات العالمية. تشجيع تبادل المعلومات المهنية والعلمية وتبادل الفيزيائيين الطبيين ببن الدول. اقتراح مخططات إرشادية للتعليم والتدريب واعتماد البرامج في الفيزياء الطبية. تقديم التوصيات في المسؤوليات العامة والعلاقات المنظماتية ودور الفيزيائين الطبيين. تشجيع تشكيل منظمات للفيزياء الطبية في الأماكن التي لا توجد بها مثل هذه المنظمات.
- بريطانيا: Institute of Physics and Engineering in Medicine - IPEM

منظمة خيرية تأسست للرقي - لصالح المجتمع - بتطبيقات الفيزياء والهندسة في الطب والأحياء، ولدفع العجلة التعليمية في هذا المجال، ولتمثيل الاحتياجات والاهتمامات بالهندسة والعلوم الفيزياء في تحسين الرعاية الصحية.

## نشرات ودوريات علمية متخصصة

### نشرات
نشرة عالم الفيزياءالطبية Medical Physics World Bulletin
تصدر من المنظمة العالمية للفيزياء الطبية IOMP
نشرة الجمعية الأمريكية للفيزيائين الطبيين AAPM Newsletter
تصدر من الجمعية الأمريكية للفيزيائين الطبيين AAPM
تفاعل InterACTIONS تصدر من الجمعية الكندية للفيزيائيين الطبيين COMP - فقط الأعداد التي مضى عليها أكثر من عام متوفرة للعامة..للحصول على الأعداد الجديدة عليك أن تكون عضوا في الجمعية.

### دوريات علمية متخصصة
دورية الفيزياء الطبية التطبيقية الأكلينيكية Journal of Applied Clinical Medical Physics - JPCMPedicine & Biology
الفيزياء الطبية Medical Physcs
دورية الطب الإشعاعي البريطانية British Journal of Radiology 
العلاج الإشعاعي وعلم الأورام Radiotherapy and Oncology
يكون التخصص في أحد مجالات الفيزياء الطبية عادة بعد انهاء درجة البكالوريوس في العلوم أو الهندسة، ويفضل تخصص الفيزياء على بقية العلوم. ومن ثم التقديم على درجة الماجستير في تخصص الفيزياء الطبية.
مع العلم أن هناك بعض الجامعات التي تقدم بكالوريوس في الفيزياء الطبية.
بعد الحصول على درجة الماجستير يمكن إكمال التخصص في الدكتوراة، أو التقديم على برنامج زمالة والذي عادة يكون لمدة سنتين، حيث يتم التدريب في أحد مجالات الفيزياء الطبية (مثال فيزياء العلاج الإشعاعي أو الفيزياء التشخيصية).
للعمل في المستشفيات كاستشاري فيزياء طبية عليك الحصول على الاعتماد من أحد الجمعيات العالمية، مثلا المجلس الأمريكي للطب الإشعاعي The American Board of Radiology - ABR أو الكلية الكندية للفيزيائين الطبيين Canadian College of Physicists in Medicine - CCPM، أو المعهد البريطاني في فيزياء الهندسة الطب Institute of Physics and Engineering in Medicine - IPEM.
و عادة يمكنك التقديم لاختبار الاعتماد التحريري بعد سنتين أو ثلاث سنوات من الخبرة، ويعقبه اختبار شفهي. كما يمكنك التقديم على درجة أعلى وهي زمالة الجمعية، والتي تتطلب عادة خمس سنوات من الخبرة واختبار شفهي.

## أين تدرس الفيزياء الطبية

### جامعات في مختلف مناطق العالم
قائمة ببعض الجامعات حول العالم من المنظمة العالمية للفيزياء الطبية 

### جامعات في إمريكا الشمالية
قائمة ببرامج الماجستير والدكتوراة المعتمدة من الجمعية الأمريكية للفيزيائيين الطبيين
قائمة ببرامج الزمالة المعتمدة من الجمعية الأمريكية للفيزيائيين الطبيين
قائمة بالجامعات الكندية

### جامعات في أورربا
غير مكتمل
قائمة بالجامعات في المملكة المتحدة

### جامعات عربية
جامعة الملك فهد للبترول والمعادن - الظهران السعودية
برنامج ماجستير الفيزياء الطبية
تقدم الجامعة برنامج ماجستير فيزياء طبية للذكور فقط. مدة البرنامج سنتين يقوم خلالها الطالب بدراسة بعض المواد الدراسية بالإضافة إلى تدريب عملي في أحد المستشفيات لمدة 16 أسبوع. كما يقوم بعمل بحث تخرج قبل الحصول على درجة الماجستير.
الجامعات التالية تقدم برامج بكالوريوس في الفيزياء الطبية:
جامعة الأميرة نورة بنت عبد الرحمن - الرياض، السعودية
- جامعة الكرخ للعلوم - كلية العلوم-قسم الفيزياء الطبية-العراق- بغداد
- جامعة الملك عبد العزيز - جدة السعودية
- جامعة أم القرى - مكة المكرمة السعودية
- جامعة الزرقاءالأهلية- الأردن
- جامعة اليرموك - الاردن[1]
- جامعة النيلين - السودان
- جامعة حلوان -كلية العلوم- شعبه الفيزياءالحيوية الطبية
- جامعة البحرين - كلية العلوم قسم الفيزياء (مغلق لوجود مشاكل في التخصص)
[بحاجة لمصدر]
- جامعة بغداد -كلية العلوم للبنات قسم الفيزياء الطبية
- جامعة ديالى -كلية العلوم قسم الفيزياء

صفحات الشبكة العنكبوتية لمنظمات الفيزياء الطبية المختلفة.
وحدة الفيزياء الطبية، جامعة مكغييل بمونتريال - كندا : Medical Physics Unit - McGill University, QC Canada

## اقرأ أيضا
- مركز هايدلبرج للعلاج بشعاع أيونات
- المركز الألماني لبحوث السرطان
- علاج بالأشعة